# Dyrøyna
Ne doit pas être confondu avec Dyrøyna (Masfjorden).
Dyrøyna est une île dans le landskap Sunnhordland du comté de Vestland. Elle appartient administrativement à Øygarden.

## Géographie
Rocheuse et couverte d'arbres, elle s'étend sur environ 271 m de longueur pour une largeur approximative de 173 m.